# 흑단령

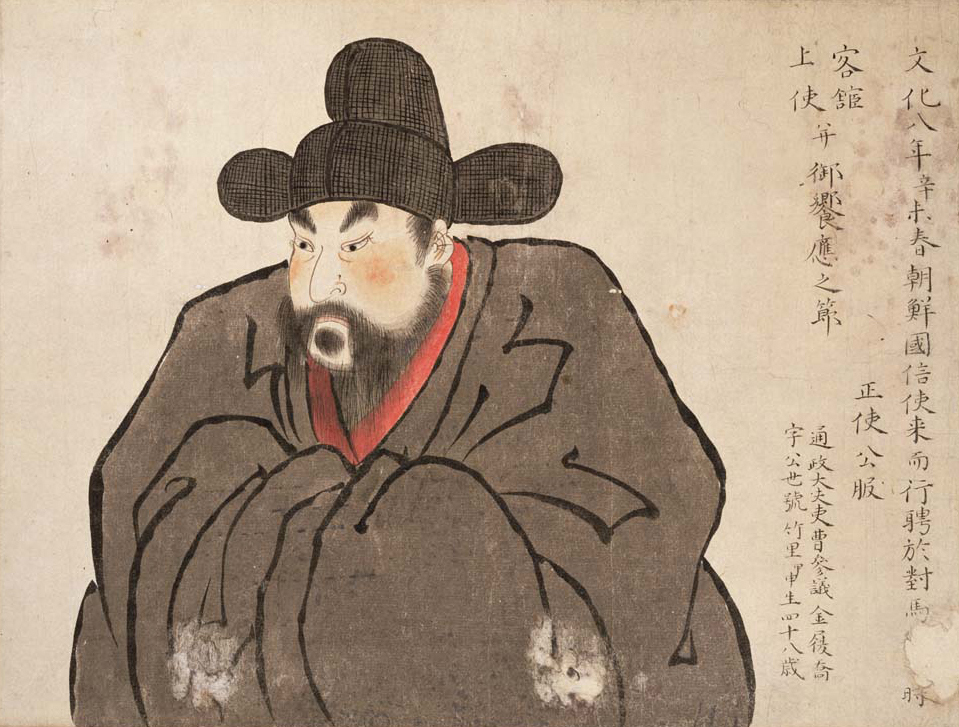
1811년 조선통신사 인물도에서 흑단령을 입은 김이교의 모습

흑단령(黑團領)은 조선 시대 관복 중 하나로써 벼슬아치가 입던 검은색 단령을 말한다. 갑신정변때 시행된 갑신의제 개혁 이후 모든 관복이 흑단령으로 통합되었다.